# Халим Герай (хан)
Хали́м Гера́й (Гире́й) (крым. Halim Geray, حليم كراى‎; 1689—1759) — крымский хан из династии Гераев (1756—1758), сын крымского хана Саадета IV Герая, внук Селима I Герая.

## Биография
Был нурэддином при Менгли II Герае (1727—1730). Заняв ханский престол, Халим Герай назначил калгой и нурэддином своих братьев Девлета Герая и Мехмеда Герая. Получив ханский титул, Халим Герай сделал кадровые перестановки в государственной системе, поручив своим младшим родственникам важные посты. Некоторые из этих новых назначений были неудачны, так как далеко не все из приближенных Халима Герая обладали необходимыми умениями в управлении и тем самым вызвали сильное возмущение подданных. Так, в частности, случилось с ногайцами Буджака и Едисана (района между Днепром и Днестром), лишь недавно с трудом приведенными в подчинение Арсланом Гераем. Они возмутились своим новым управляющим Саидом Гераем и снова подняли бунт, чем не замедлили воспользоваться другие принцы, негативно относившиеся к хану. Самым известным из восставших ханских родичей был Кырым Герай. Османское правительство, видя, что в Крымском ханстве разгорается мощное восстание, возглавленное популярным в народе Кырымом Гераем, и что хан фактически выпустил из рук контроль над ситуацией, решило сместить Халима Герая.
Неудачу хана объясняли тем, что он, в молодости отличаясь многими достоинствами, занял трон уже будучи болезненным старцем и потому был малоактивен. Халим Герай поселился в Сарадж-Эли (Турция) и умер там через год после отставки.